# Triplophysa shehensis
Triplophysa shehensis är en fiskart som beskrevs av Tilak, 1987. Triplophysa shehensis ingår i släktet Triplophysa och familjen grönlingsfiskar. Inga underarter finns listade i Catalogue of Life.